# Charles Chaillé-Long
Charles Chaillé-Long, né le 2 juillet 1842 à Princess Anne et mort le 24 mars 1917 à Virginia Beach, était un soldat américain, avocat, explorateur, diplomate et auteur originaire de Princess Anne dans le Maryland. Il fut chargé de mission par l'armée des États-unis et l'armée égyptienne. Il explora l'Afrique centrale et la Corée. Il fut le deuxième Occidental à visiter le lac Victoria et est reconnu pour avoir découvert le lac Kyoga (connu aussi sous le nom de lac Ibrahim).

## Service militaire aux États-Unis
Il combattit dans l'Armée de l'Union pendant la Guerre de Sécession, en prenant part à la bataille de Gettysburg. Il s'enrôla comme soldat, et termina la guerre avec le grade de capitaine.

## Service en Afrique

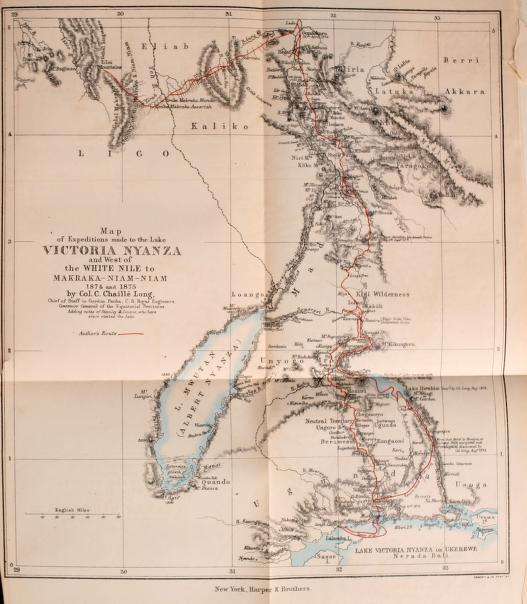
En Afrique centrale par Charles Challié-Long

Après la Guerre de Sécession, environ 50 anciens combattants des deux camps de la guerre furent appelés à servir en Égypte. Il servit en tant que lieutenant-colonel dans l'Armée égyptienne en 1869, en arrivant en Égypte en 1870. Sous le commandement de Charles Gordon dans le sud du Soudan, il voyagea au sud de l'actuel Ouganda, en signant un traité avec Muteesa Ier. En 1874, il fut le deuxième explorateur occidental du Lac Victoria et le premier à découvrir le Lac Kyoga. Durant sur son voyage de retour, il fut attaqué par les forces armées du Bunyoro. Il mena d'autres missions d'exploration en direction des Zandé en 1875, et du fleuve Jubba , en Somalie , en 1876. Il écrivit un livre sur ses aventures appelé En Afrique Centrale : Vérités nues de personnes nues (Central Africa: Naked Truths of Naked People). En 1875, il commanda les forces égyptiennes dans l'expédition de McKillop, sur les côtes de l'Océan Indien.

## Après le service militaire
Il démissionna de son poste en 1877, retourna aux États-unis et rejoignit la Columbia Law School. Il fut diplômé de Columbia en 1880,. Il devint avocat en droit international et enseigna à Paris. En 1881, au début de la Guerre des mahdistes, il fut nommé responsable du consulat américain à Alexandrie, en Égypte. Il ouvrit le consulat aux réfugiés des autres nations, et contribua ainsi à sauver de nombreuses vies.
Chaillé-Long était aussi un écrivain. Son livre de 1884 , Les Trois Prophètes (The Three Prophets), adopta une ligne très négative sur Charles Gordon. Ses commentaires furent repris plus tard par des écrivains révisionnistes, notamment Lytton Strachey dans Éminents Victoriens (Eminent Victorians). Les critiques attaquèrent Chaillé-Long pour un manque de précision en tant qu'auteur. Il écrivit aussi, parmi d'autres ouvrages, Ma Vie sur quatre continents (My Life in Four Continents).
En 1887, le Président Grover Cleveland le nomma consul général et secrétaire de la délégation de la Corée.
À partir de 1890, il passa près de huit ans en Égypte, en consacrant son temps à l'écriture et à l'exploration.
Après son retour aux États-unis, il servit comme secrétaire de l'l'Union postale universelle avant de devenir le secrétaire de la commission américaine à l'Exposition universelle de Paris en 1900.
Chaillé-Long décéda le 24 Mars 1917 à Virginia Beach, en Virginie , et fut enterré dans le Cimetière National d'Arlington,. Sa femme, Marie Amélie (née Hammond) Chaillé-Long, était la fille d'un membre de la Chambre des représentants des États-Unis élu dans l'État de New York, John Hammond.

## Reconnaissance

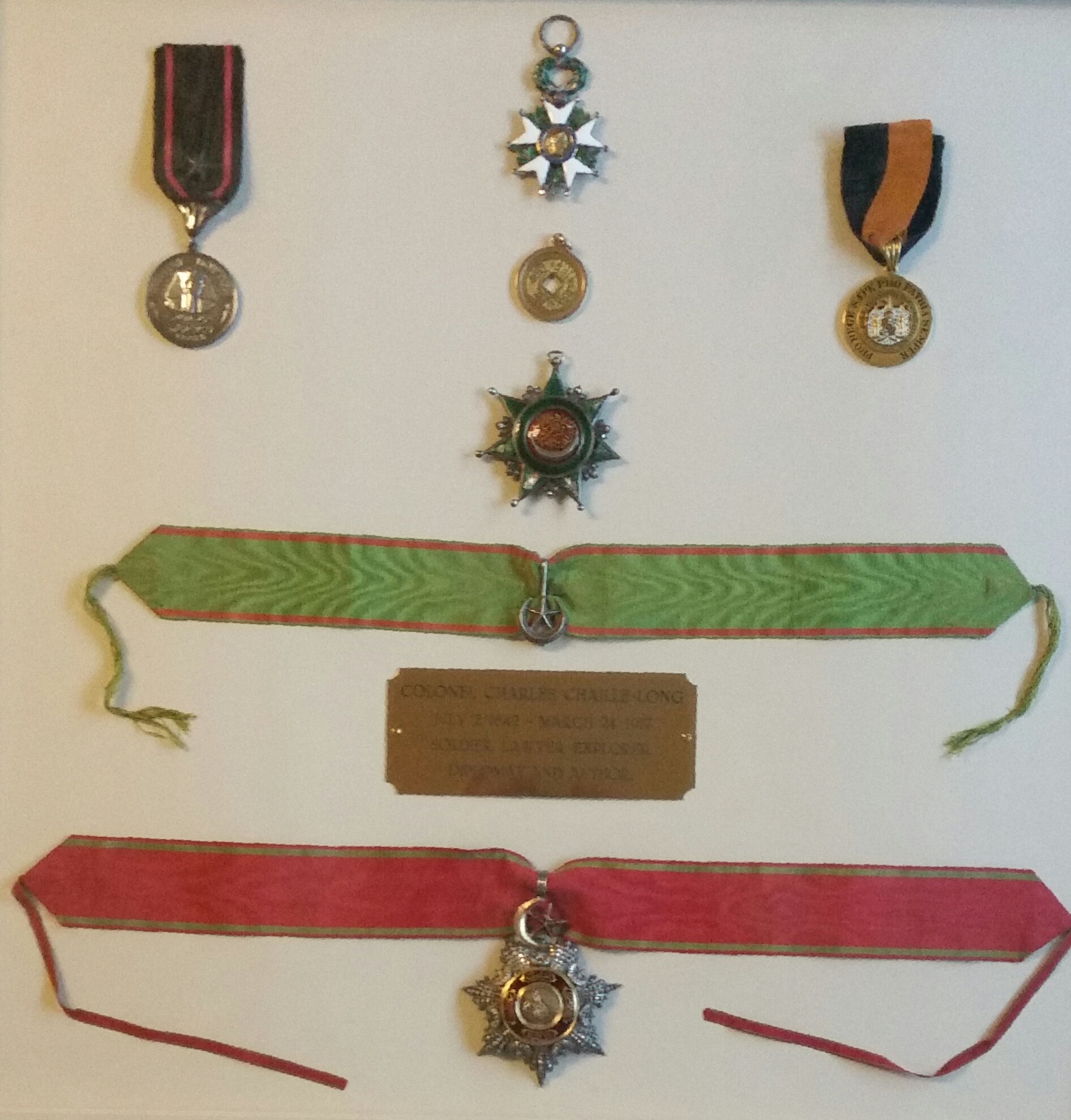
Les médailles obtenues par Charles Chaillé Long

Il fut décoré de la médaille Charles P. Daly par la Société américaine de géographie en 1909 avec l'inscription "Décerné en MCMIX à Charles Chaillé-Long en reconnaissance de ses ajouts précieux à la connaissance géographique en Afrique. En 1874, il explora la partie encore inconnue du Nil au nord d'Urondogan, découvrit le Lac Ibrahim et fournit les éléments nécessaires pour prouver définitivement que le fleuve qui découle du lac Victoria est le Nil."
On le décora de la Croix Medjidieh et de la Croix Osmanieh pour son service en Égypte, de la Croix de Chevalier de la Légion d'honneur (France), d'une Médaille d'Or de l'Assemblée Générale du Maryland, et de deux médailles encore non identifiées de l'Égypte et de la Corée.

## Œuvres publiées
- (en) « Uganda and the White Nile », dans Journal of the American Geographical Society of New York, 1876, vol. VIII, p. 283–304 Lire en ligne.
- (en) Central Africa: Naked Truths of Naked People. An Account of Expeditions to the Lake Victoria Nyanza and the Makraka Niam-Niam, West of the Bahr-El-Abiad (White Nile), New York, Harper & Brothers, 1877 Lire en ligne ; traduit en français sous le titre : L'Afrique Centrale. Expéditions au lac Victoria-Nyanza et au Makrakaniam Niam-Niam à l'ouest du Lac Blanc. Traduit par Mme Foussé de Sacy, Paris, Plon, 1877 Lire en ligne
- (en) The Three Prophets: Chinese Gordon, Mohammed-Ahmed (El Maadhi), Arabi Pasha, New York, D. Appleton, 1884 Lire en ligne ; traduction en français par A. O. Munro : Les trois prophètes : le Mahdi, Gordon, Arabi, Paris, Dentu, 1886.
- (en) « Send Back the Obelisk! », dans The North American Review, octobre 1886, vol. 143, n° 359, p. 410-413 Lire en ligne.
- (fr) De Séoul à Quelpaërt et voyage de retour par Fou-san, Wôn-san et Vladivostok, Paris, 1889.
- (en) « From Corea to Quelpaert Island: In the Footprints of Kublai Khan », dans Journal of the American Geographical Society of New York, 1890, vol. 22, p. 218-266 Lire en ligne.
- (fr) Les Sources du Nil, le problème africain, Rouen, impr. de E. Cagniard, 1891.
- (fr) L'Égypte et ses provinces perdues, Paris, Librairie de la "Nouvelle revue", 1892 En ligne sur Gallica.
- (fr) La Corée ou Tchösen (La Terre du Calme Matinal), Paris, Ernest Leroux, 1894 (collection : annales du Musée Guimet) [lire sur Wikisource]
- (en) My life in four continents, Londres, Hutchinson and co., 1912 Lire en ligne